# 伍德罗·威尔逊桥
伍德罗·威尔逊纪念桥 （ Woodrow Wilson Memorial Bridge） （又称伍德罗·威尔逊桥或威尔逊桥 ）是一架位于美国的上开桥 ，横跨波托马克河，介于弗吉尼亚州亚历山卓独立市和马里兰州乔治王子县的奥克森山之间 。桥梁是美国州际公路系统中仅有的少部分吊桥之一。该桥曾是州际公路系统唯一由联邦政府所有及运营，直到该桥重建完成后被移交给弗吉尼亚州和马里兰州运输部共同管理。
威尔逊桥属于95号州际公路 （I-95）和495号州际公路（首都环线）。 最初老吊桥每年大约打开260次，导致桥上的交通频繁中断。  因此需要建设更少开合、高度更高的新桥。 
桥的西岸在弗吉尼亚州，中间一小部分在华盛顿特区 ，其余大部分在马里兰州内（因为波托马克河的这一部分在马里兰州的边界内）。 其中约300英尺（91米）桥梁的中偏西的部分穿过哥伦比亚特区最南角的尖端。 因此，这座桥是美国唯一跨越三个州级司法管辖区（哥伦比亚特区，马里兰州和弗吉尼亚州）的边界的桥梁。 华盛顿特区的路段也是美国州级行政区内州际公路的最短路段。 
这座桥以纪念美国第二十八任总统伍德罗·威尔逊 （ Woodrow Wilson ，1856–1924）命名，他在1912年当选时担任新泽西州州长 ，但他的故乡是弗吉尼亚州斯汤顿。 据报道，在威尔逊担任总统期间，他平均每天要花两个小时坐汽车放松或“使自己摆脱眼前的问题”。 威尔逊总统是美国汽车和高速公路改善的倡导者。 他在1916年说过：“我对良好道路的兴趣是……将各个社区连接在一起并与之交往，以便可以绝对的自由和便利流动”。 

## 旧桥

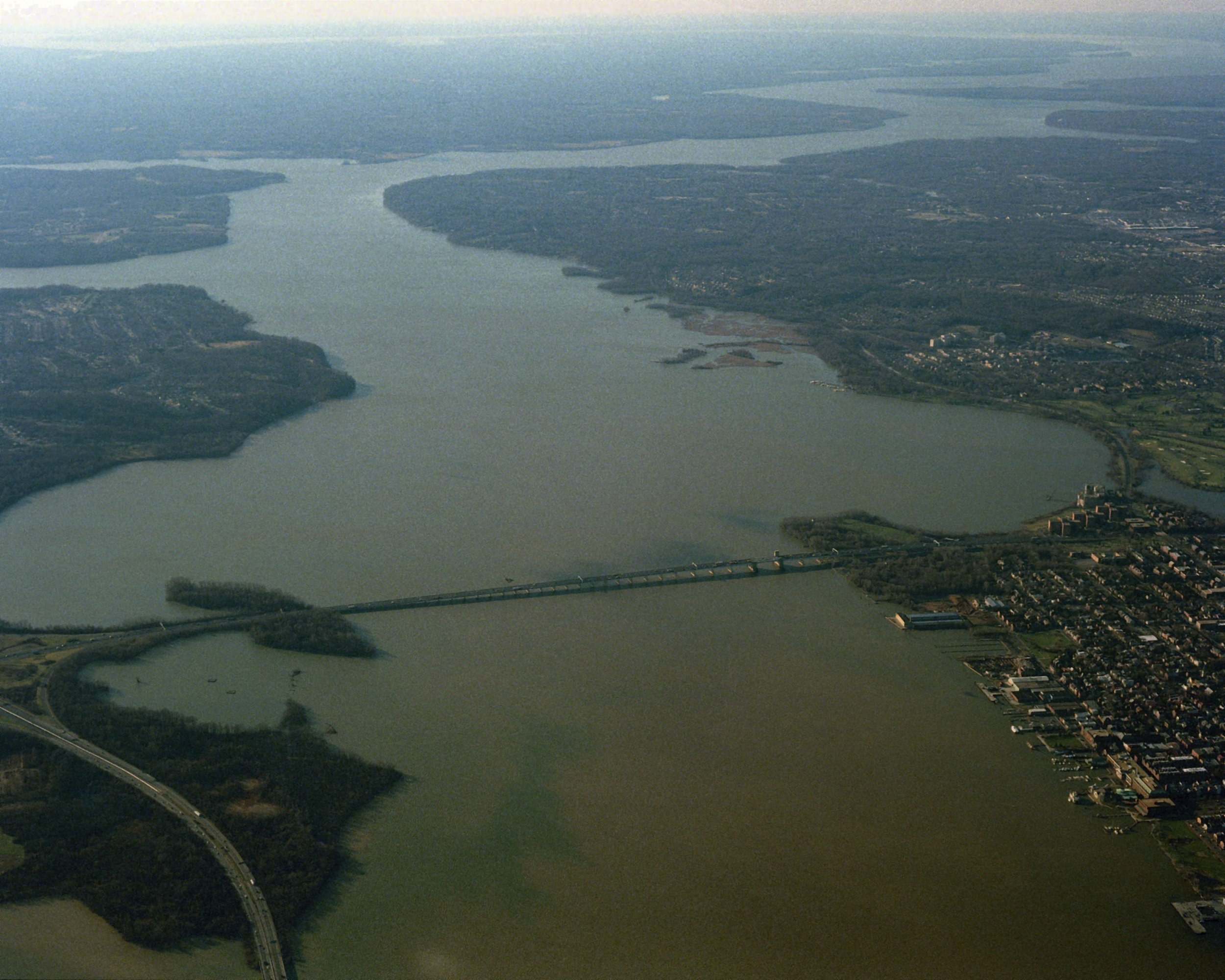
1991年从北方的原始威尔逊大桥

1952年8月， 哥伦比亚特区交通局首次提出在琼斯角建造一座桥梁，这是研究波托马克河桥梁通勤需求的一部分。  这座桥与美国1号公路和弗吉尼亚的雪莉高速公路相连 。   在马里兰州乔治王子县，该桥将与俯瞰大道（Overlook Avenue）和切萨皮克街（Chesapeake Street）连接。  仅仅四个月后，区域规划委员会就批准了这座桥的建造。  这座桥赢得了弗吉尼亚州乔尔·布罗希尔 （ Joel Broyhill）众议员的支持，他提倡国会立法为建设筹措资金。  到1953年11月， 美国内政部也建议建造这座桥。  国会于1954年8月17日批准建造这座桥 ，艾森豪威尔总统在当月晚些时候将该工程签署为法律。 

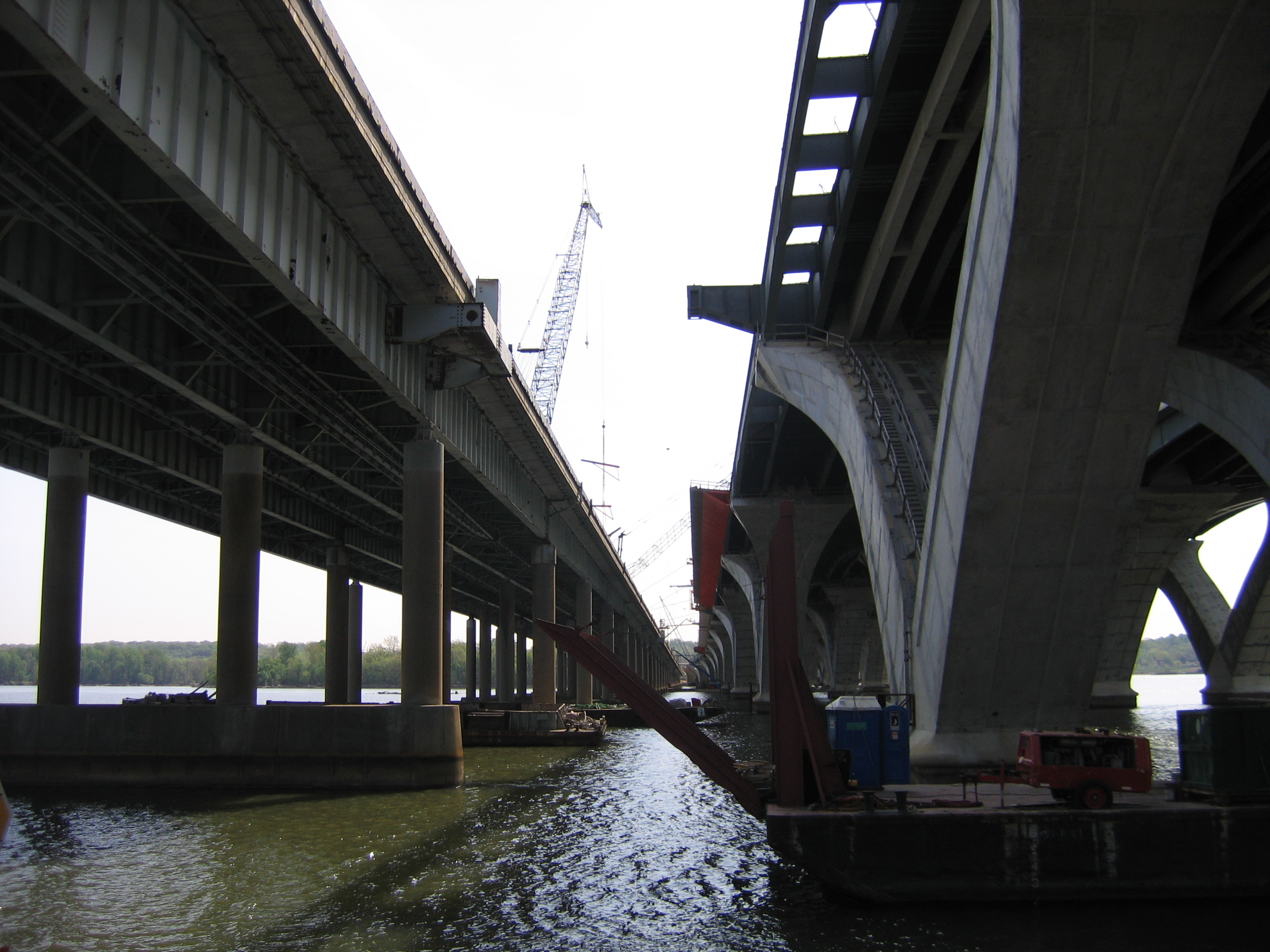
2007年的旧桥和新桥

这座桥梁的命名是在哈里森伯尔（Burr Harrison）众议员的倡导下获得的，为了纪念伍德罗·威尔逊（Woodrow Wilson）诞辰100周年。  艾森豪威尔（Eisenhower）总统于1956年5月22日将该法案签署为法律，作为授权为这座桥梁提供初始资金的法案的一部分。  这座桥的建造始于1958年9月，  ，并于1961年12月28日通车。  伍德罗·威尔逊总统的遗孀伊迪丝·威尔逊本该作为这座桥的竣工仪式的贵宾，然而她于那天早上去世。 
最初建造时，这座桥有6条行车线，长5900英尺（1798 m）。 该结构是一座上开桥，允许大型远洋轮船进入华盛顿特区的港口。 设计成每天可通行75,000辆车的老伍德罗·威尔逊大桥，到1999年变得人满为患。当时每天通行20万辆汽车，是原始设计能力的2.6倍以上。  这座桥存在严重的维护问题，并且从1970年代开始一直在进行路面维护。  从1982年到1983年，它的路面被完全翻新。 

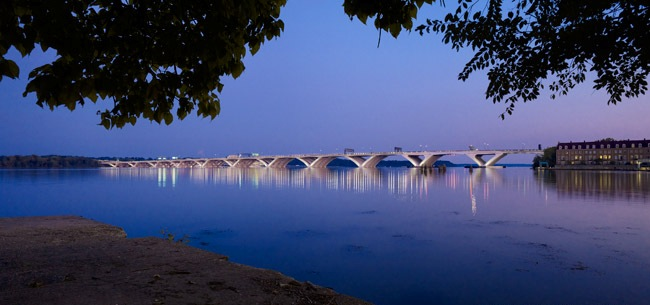
伍德罗·威尔逊纪念桥在晚上

车流量过大的原因之一是，它最初的规划并不是南北向的95号州际公路的一部分，而是作为环形的首都环城公路的一部分。流量增加的其他原因还包括华盛顿特区大都市区的发展以及郊区到郊区的通勤增加。因为马里兰州乔治王子县的住房成本比北弗吉尼亚州低得多。近几十年来，北弗吉尼亚州的就业增长巨大，每天都有数万名工人在桥上通勤，这种情况是建桥时没有预料到的。在桥两边的高速公路加宽到八车道之后，六车道的桥梁成为日常的瓶颈，因为繁忙的交通减慢了速度，以便进入更少的车道。 有两次事件证明了这一点。 1987年11月11日，一场暴风雪席卷了交通； 许多通勤者用尽汽油，在桥上的车辆中过夜。 1998年11月，在高峰时间Ivin L. Pointer与警察进行了7个小时的对峙，造成了20英里的交通堵塞，这座桥被关闭了几个小时。（Pointer从桥上跳下，但幸免于难。）  

## 新桥

### 施工

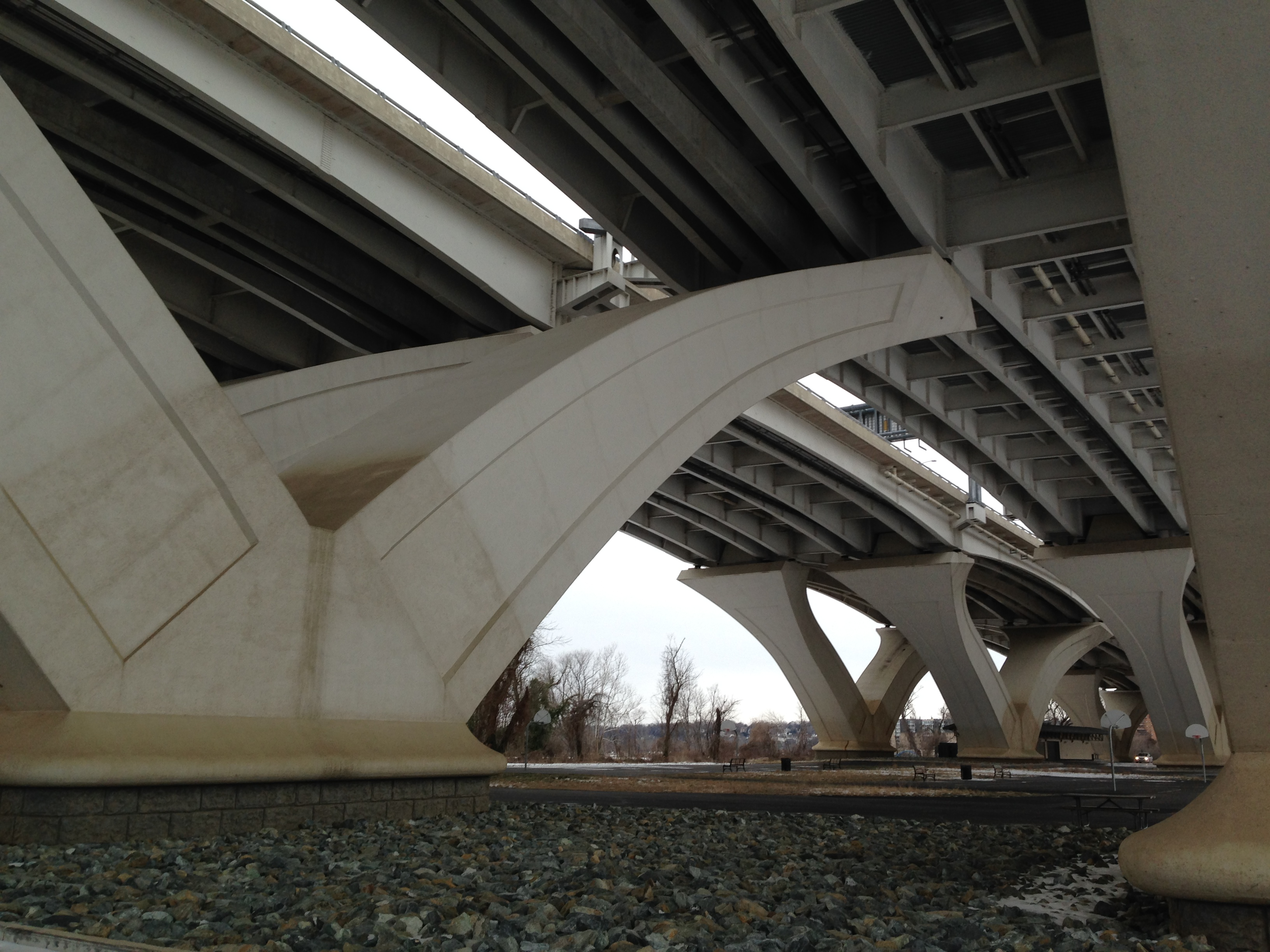
穿越弗吉尼亚州亚历山大港的琼斯点公园时，大桥的底面。

多年以来，马里兰州，弗吉尼亚州和联邦政府的公路官员一直在面对这些问题并探索替代方案。 经过大量的研究和公众辩论，可以确定一个计划，即将车容量增加一倍，并增加桥的高度，以减少同一位置的开合频率，这是最好的解决方案。 1999年开始建造替换设施和方法。 旧的威尔逊大桥被两座新的并排吊桥所取代，共有12 条车道和70英尺（21米）的垂直航行高度。 
2000年10月，随着疏浚合同的开始，桥梁建设开始。2001年5月17日，MSHA发布了地基合同的施工通知。2001年9月11日，大桥上部结构合同施工前会议召开。911袭击事件，包括美国航空77号航班坠落到附近的五角大楼，导致桥基施工人员撤离，干扰了施工前的会议。2001年12月16日，MSHA只收到了一份比工程师估价高出70%以上的投标书，该投标书最终被拒绝。该工程共由26个主承包商和260个分包商执行。 

大部分公路项目已于2009年完成，在2013年初完成了升级后的电报路立交。  伍德罗·威尔逊大桥项目获得了众多声望卓著的奖项，包括四项ARTBA国家环境卓越奖，ASCE OPAL奖，Gustav Lindenthal奖，Marvin M. Black杰出合作伙伴奖和ACEC大奖。 该项目始于2001年，获得FHWA批准的24.43亿美元财务计划预算，并于2015年初完成了23.57亿美元的财务结算，经过10多年的建设，比其原始预算低8600万美元。 
2006年6月10日，第一座新的、六车道横跨波托马克河的大桥的对外环路北向交通开放，只出现了轻微的延误（大桥和引桥的车道线最初并不一致）。第一辆过桥的车是一辆丰田卡罗拉。2006年7月16日午夜，环城高速内环路的车辆改道至未来的外环路快车道，临时通行两年。原先的1961年大桥原定于2006年8月28日晚上11点59分拆除，为位于原桥和新的外环线跨度之间的六车道内环线大桥的完工腾出空间。引爆延迟了36分钟。引爆期间，大桥上方的空域以及双向的环城公路都被封闭。第二座大桥于2008年5月15日投入使用，2008年5月30日，内环路交通转入该桥。 
威尔逊大桥项目完成后，马里兰州和弗吉尼亚州成为已完工大桥的共同所有者，两个州共同承担桥梁的维护和运营的责任和监督。哥伦比亚特区曾经是1961年威尔逊大桥跨度的所有权者，后来放弃了对这座新桥的未来所有权和责任。 此外，特区还向马里兰州和弗吉尼亚州授予了永久性地役权 ，以弥补位于其边界内的那部分桥梁。 

### 使用和特点

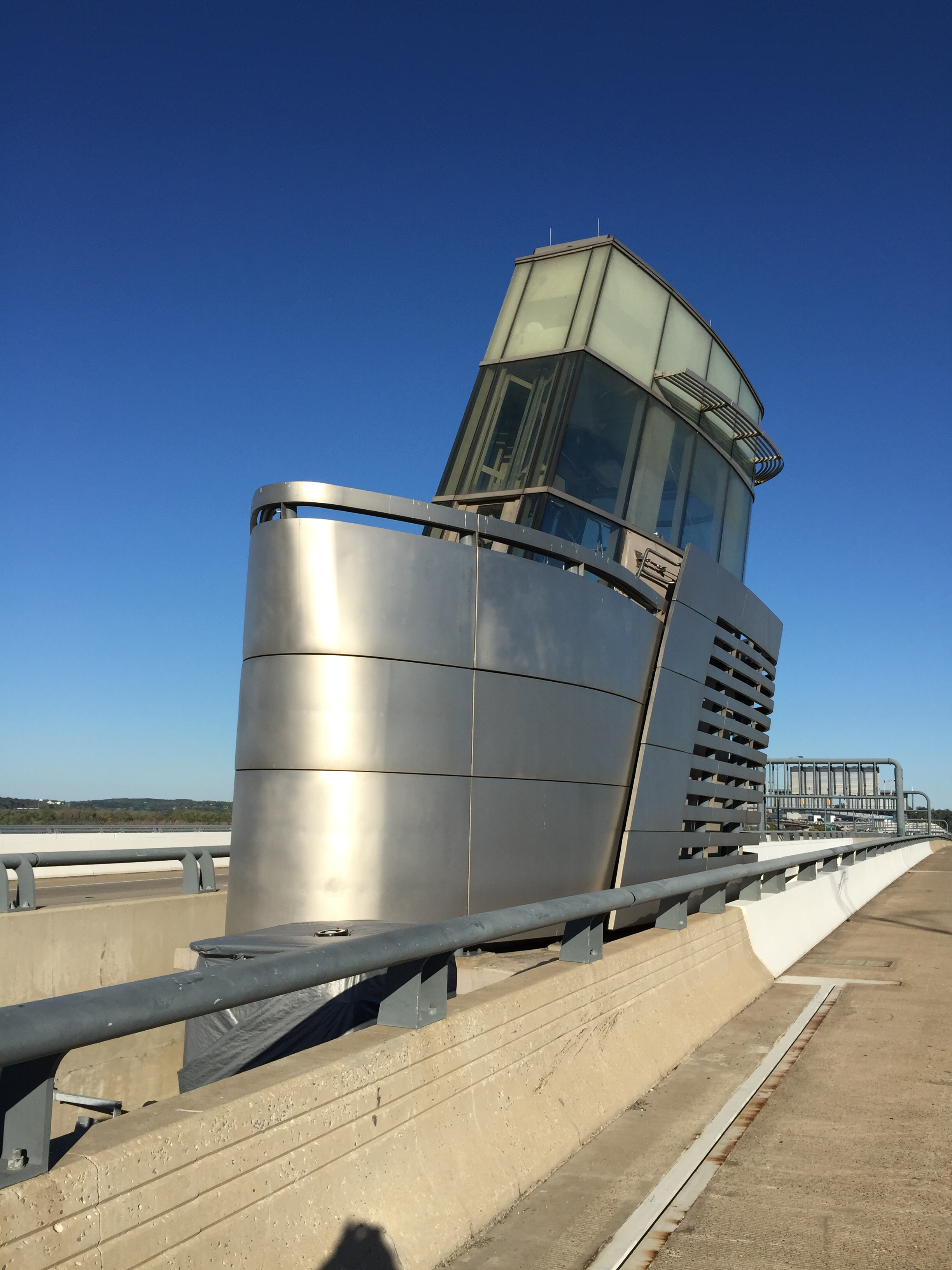
运营商的塔在桥上。 它位于华盛顿特区内的一小部分

在12条车道中，有6条可出入大桥。与本地车道隔离的四个车道用于过境交通。桥梁的设计允许铁路或其他大众运输工具在将来使用剩余的两条车道，尽管目前尚无此类计划。 

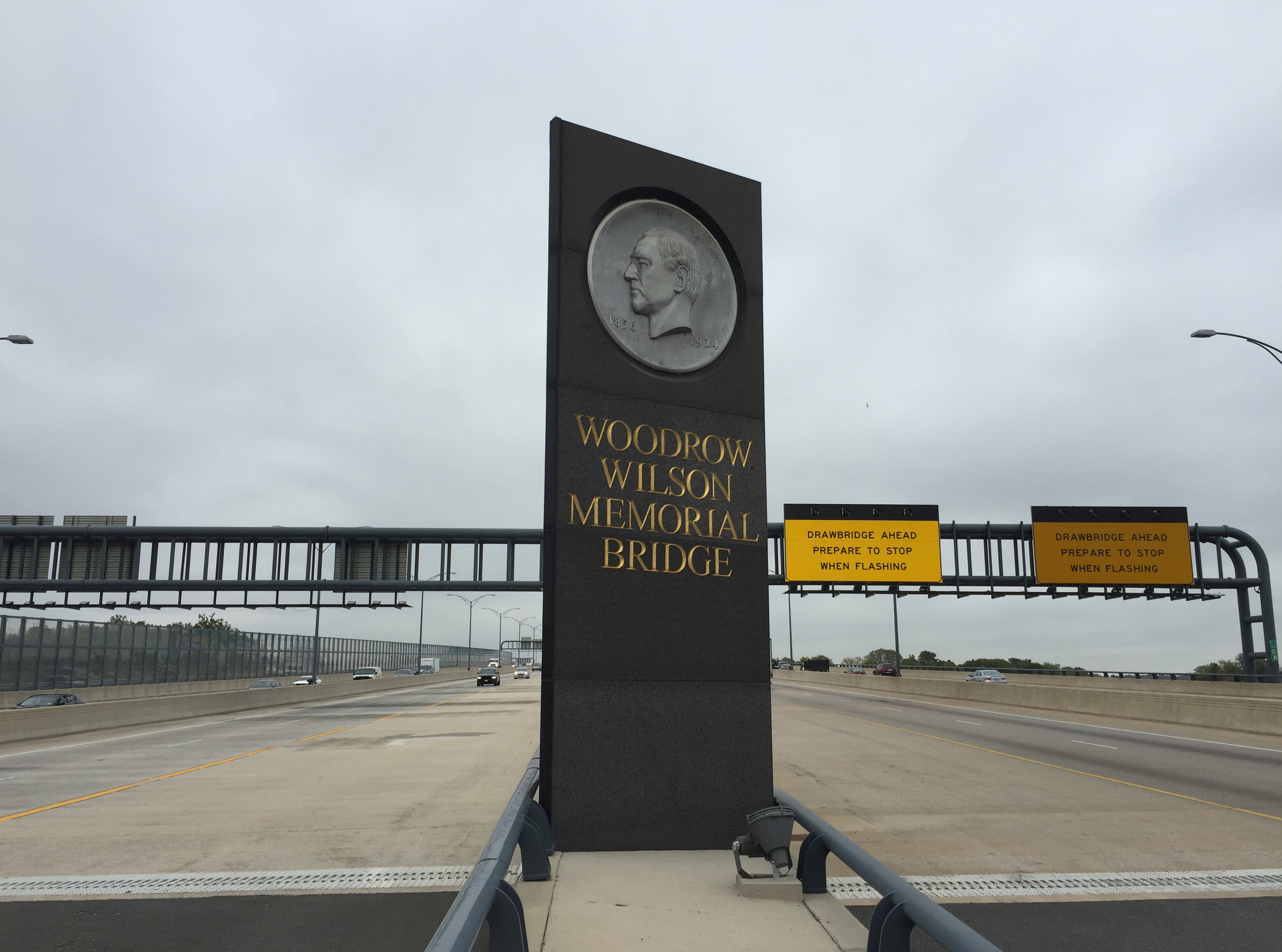
伍德罗·威尔逊（Woodrow Wilson）的图像在桥的西侧（弗吉尼亚侧）。 复制品位于马里兰州一侧的东端。

桥梁的北跨还包括行人和自行车通道，通过安全屏障与机动车道隔离。 该路径于2009年6月6日开放，大约12英尺（3.7）  宽1.1英里（1.8）长，设有观光区域，用户可以停下来观察华盛顿特区和亚历山卓老城的景色。 
新桥较高，足以使大多数船只和小型船只通过而无需打开桥梁，因此消除了由于大桥打开而造成的大型交通拥堵，尽管高大的船只仍需要打开桥。据运输官员说，希望开放的数量将从每年的约260个减少到每年的约60个。  工程巨大的桥梁重建项目还包括对首都环城公路进行大规模的重新设计和改建，因为它从马里兰州和弗吉尼亚州两侧连接新桥。 该项目的整个成本最初估计为25亿美元。 

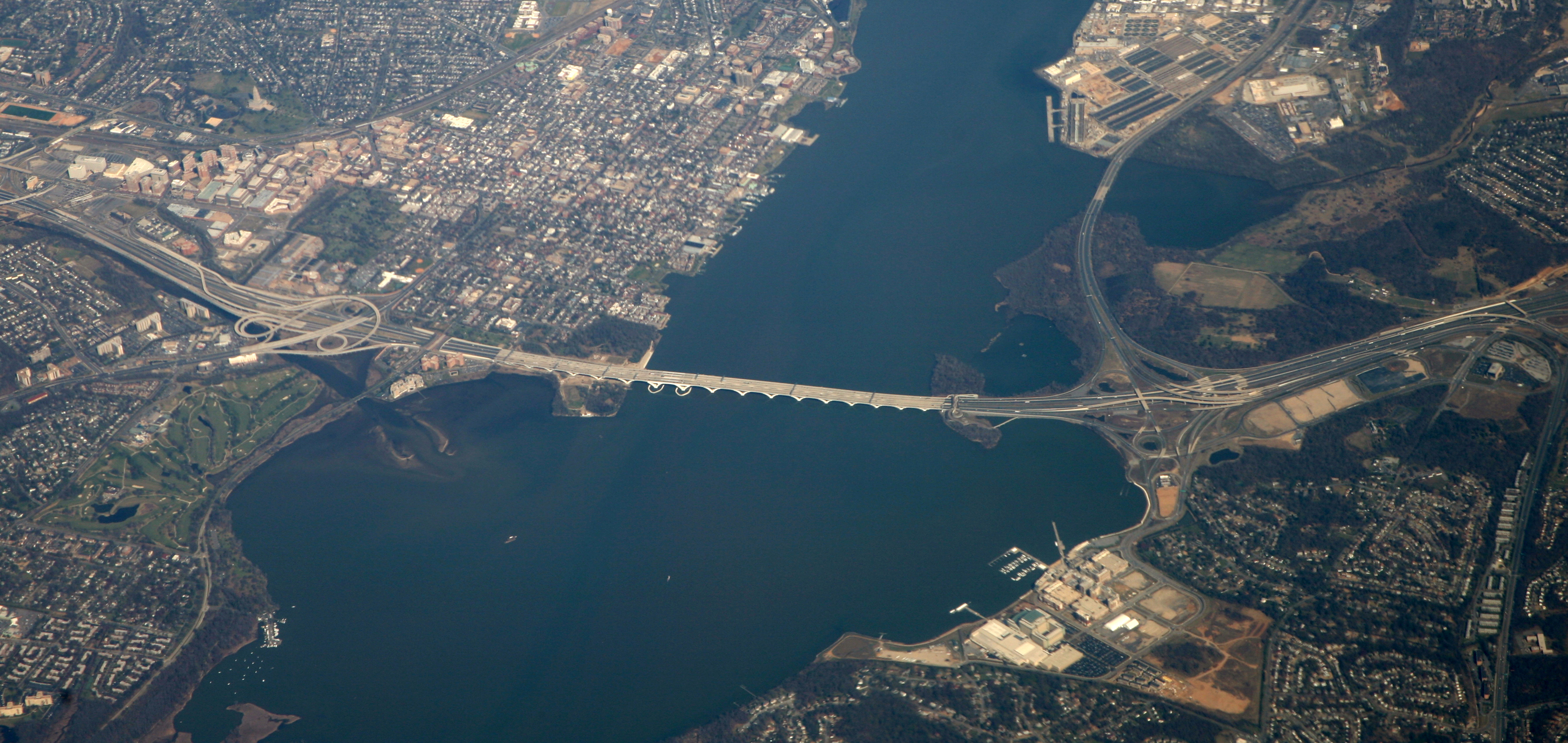
伍德罗·威尔逊大桥鸟瞰图，2012年。 弗吉尼亚州的亚历山大港位于左侧，马里兰州的奥克森山位于右侧，国家港口位于右下角：哥伦比亚特区的蓝色平原地区位于中右上方。

## 图集

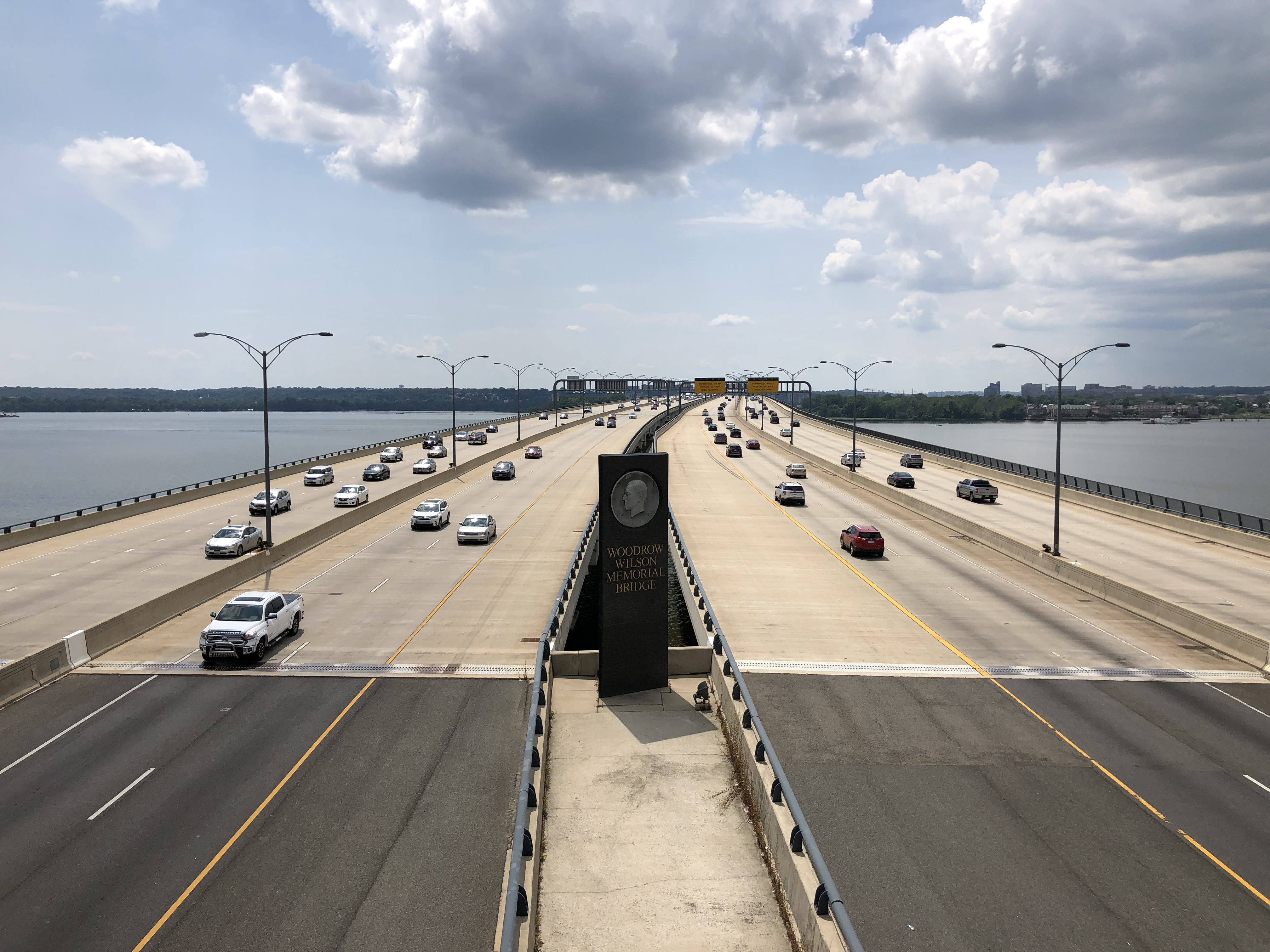
查看从马里兰州那边的桥
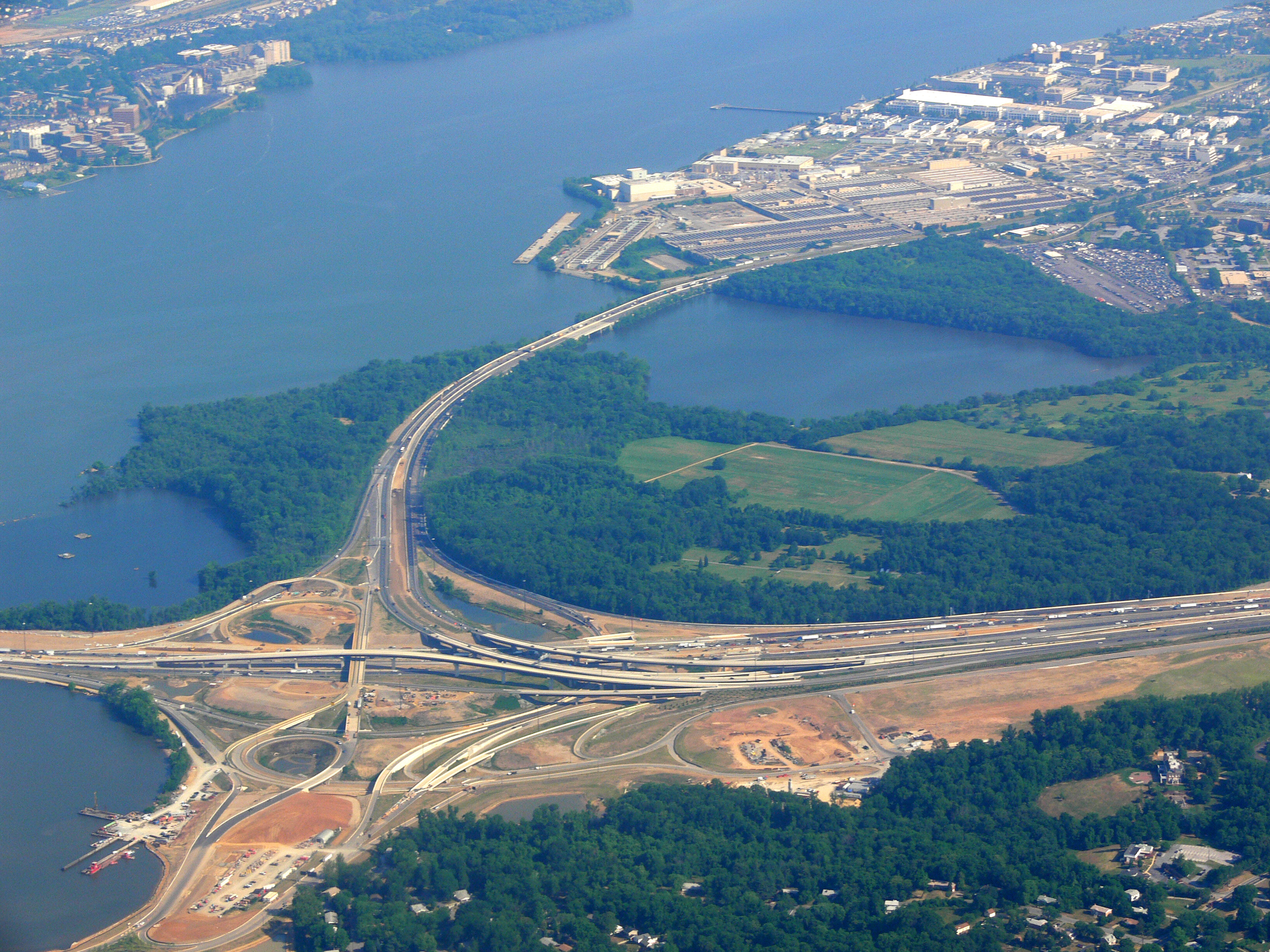
2007年在马里兰州一侧建造互换站；桥就在左边
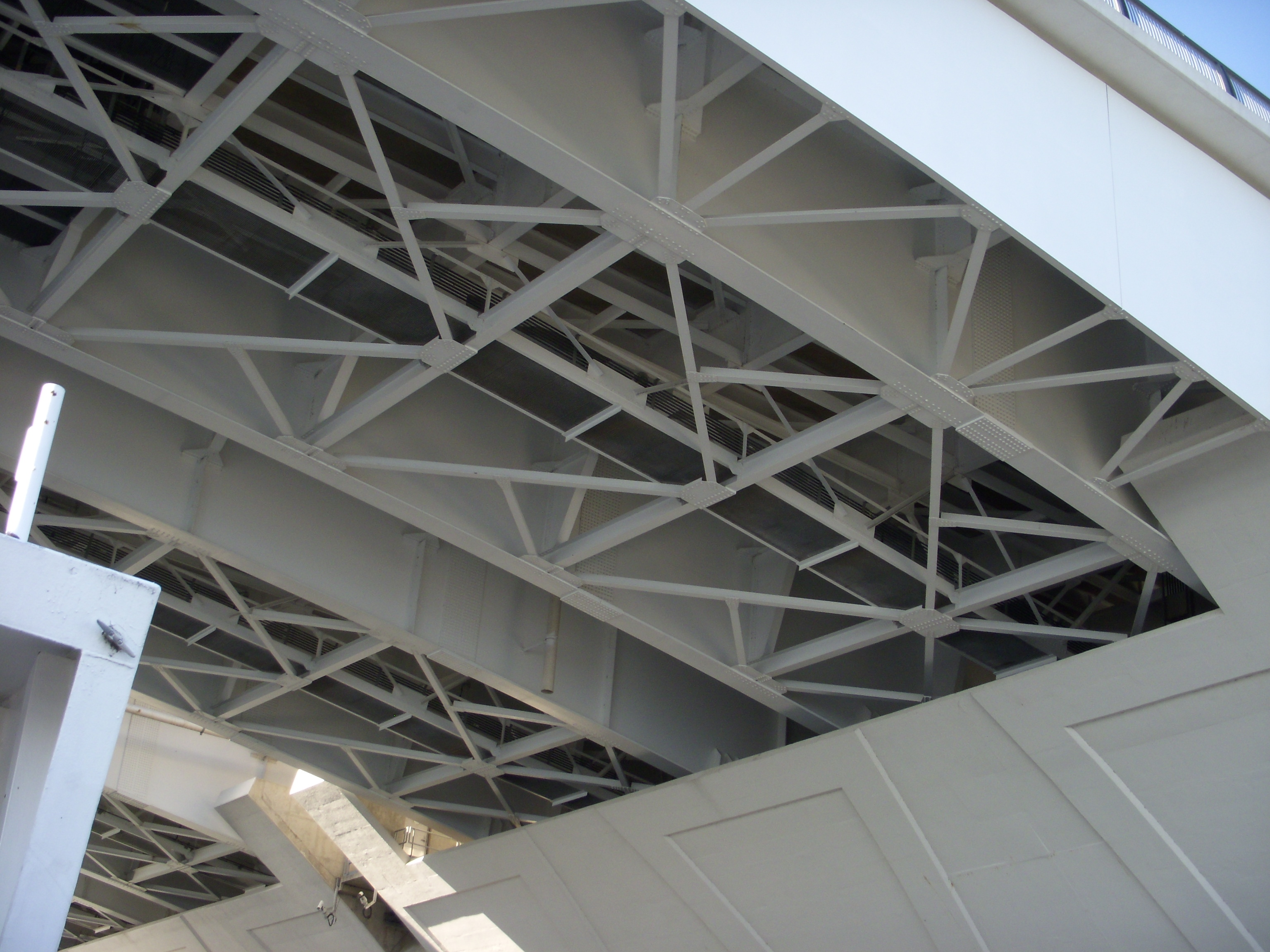
伍德罗·威尔逊大桥下的建筑
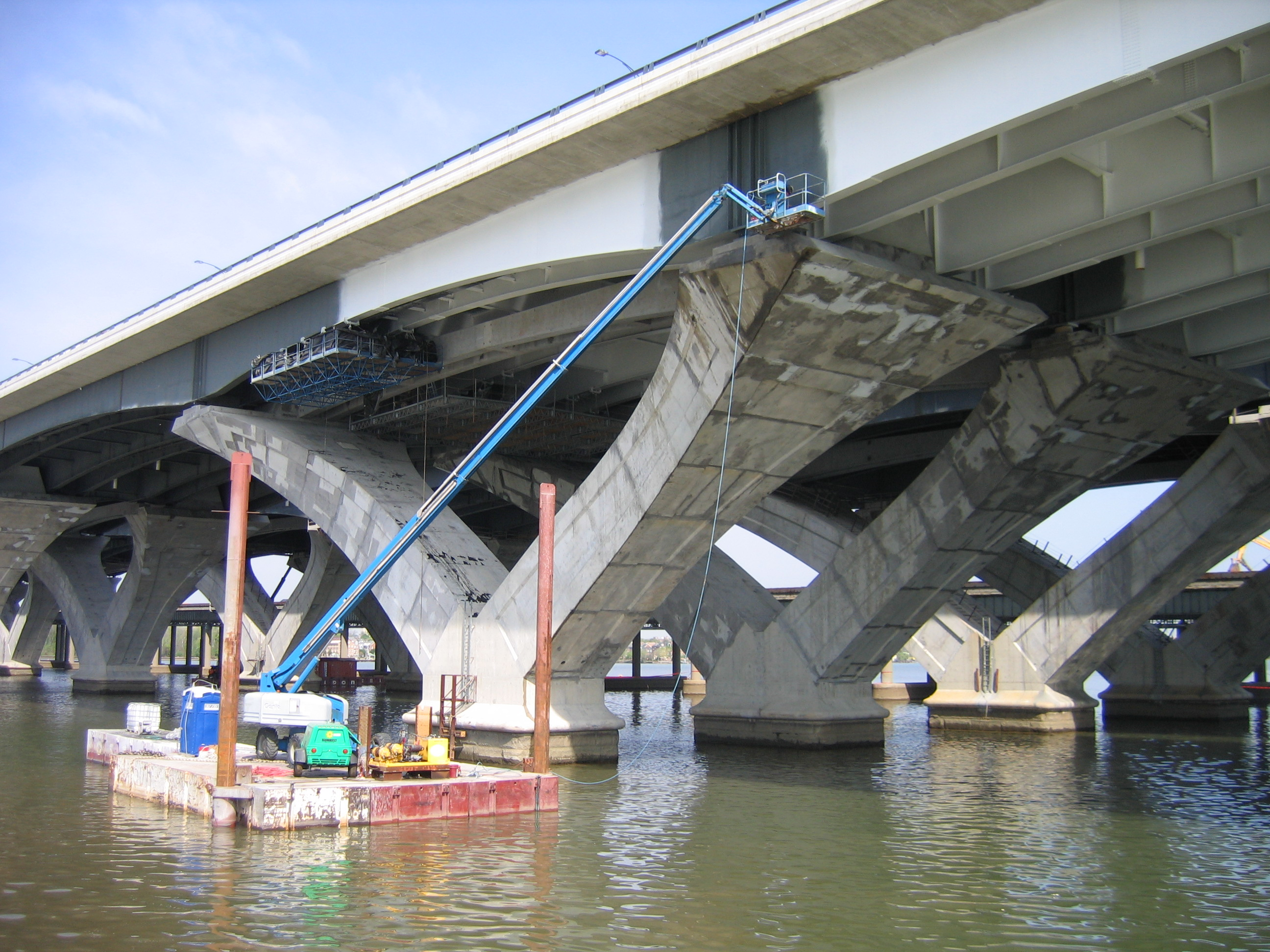
新跨度的绘画应用
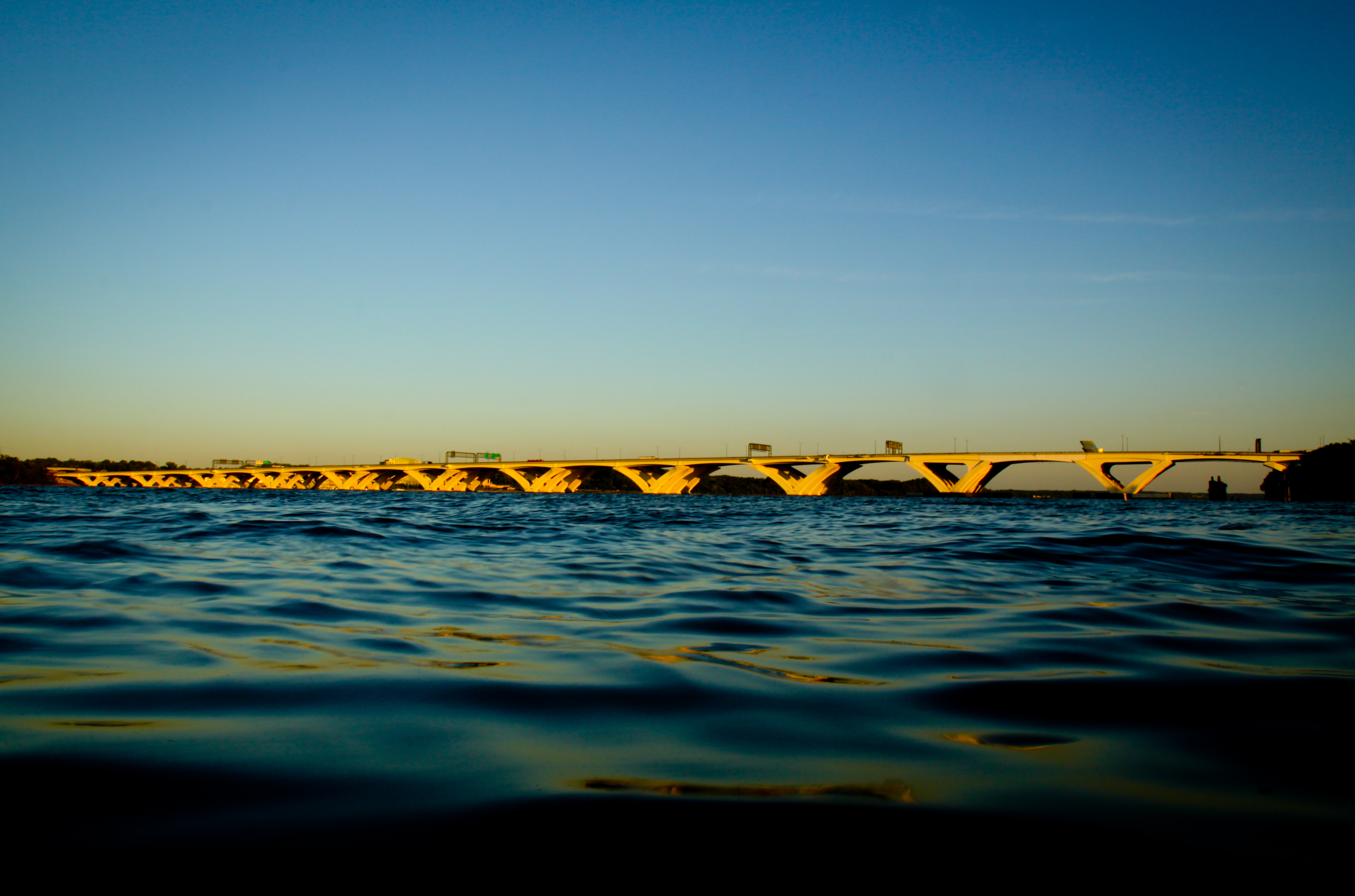
日落的伍德罗・威尔逊桥梁，如被看见从小游艇船坞公园，亚历山大，弗吉尼亚。
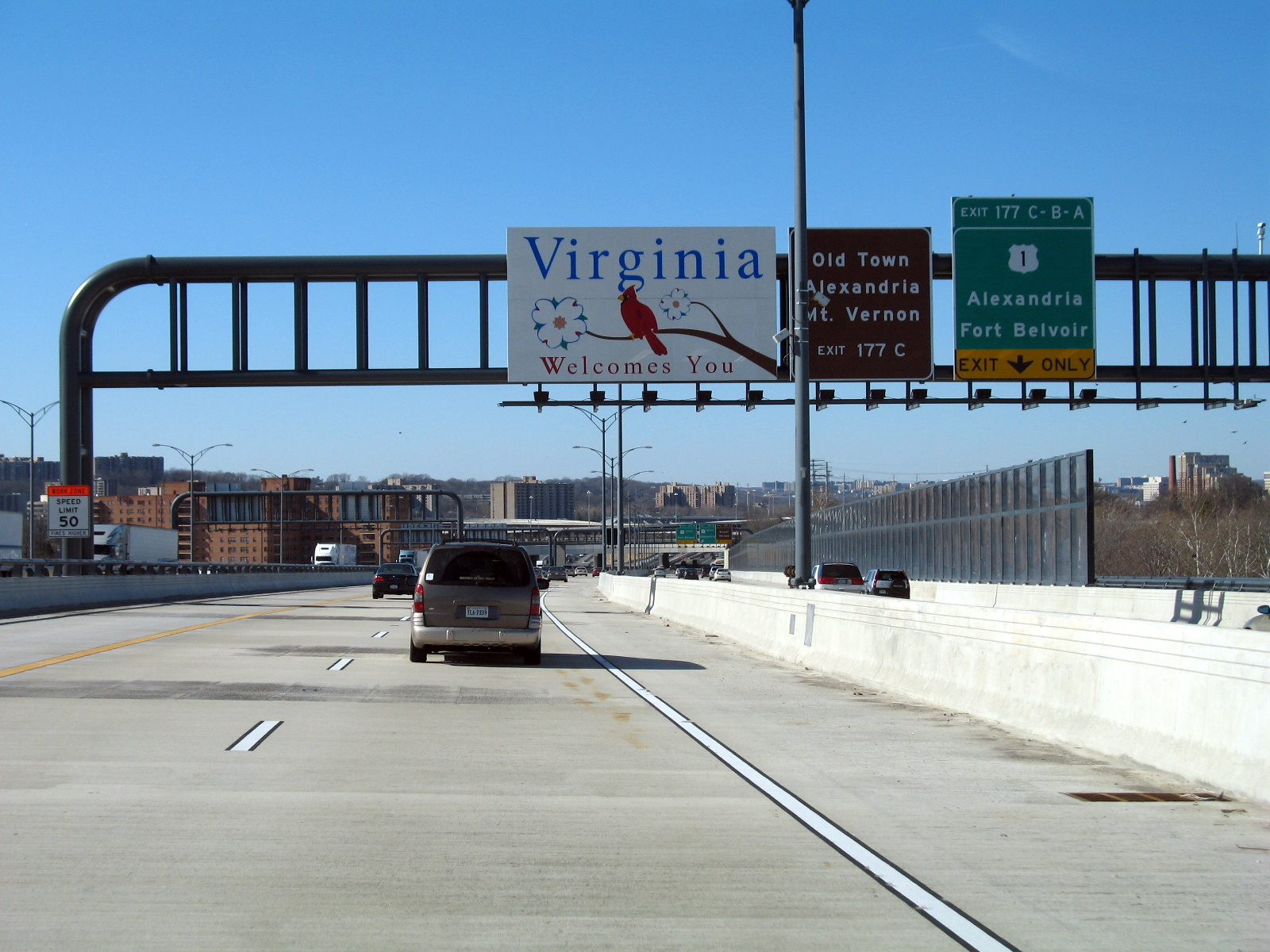
欢迎来到维吉尼亚州在威尔逊大桥上的内环路上签名。就在这个标志之前的一小段桥在哥伦比亚特区 。
欢迎来到威尔逊大桥外环路上的马里兰州标志。